# James Shields (politico)
James Shields (Altmore, 10 maggio 1810 – Ottumwa, 1º giugno 1879) è stato un politico e generale statunitense.
Shields, democratico, è l'unica persona della storia statunitense ad essere stato senatore per tre diversi stati. Shields fu senatore per l'Illinois dal 1849 al 1855, per il Minnesota dall'11 maggio 1858 al 4 marzo 1859 e per il Missouri dal 27 gennaio 1879 al 4 marzo 1879.

## Gioventù e carriera
Discendente del clan Ó Siadhail, Shields era il nipote di un omonimo James Shields, nato anch'esso in Irlanda, che fu rappresentante per l'Ohio. Il giovane Shields emigrò negli Stati Uniti d'America attorno al 1826 sistemandosi a Kaskaskia, nella contea di Randolph (Illinois), dove studiò e divenne avvocato. Fu membro della Camera dei rappresentanti dell'Illinois a partire dal 1836, giudice della Corte suprema dell'Illinois e nel 1839 revisore dei conti dello stato. Fu eletto quando ancora non era cittadino, dato che al tempo l'Illinois prevedeva la residenza per almeno sei mesi solo per un legislatore.
Shields combatté quasi un duello con Abraham Lincoln il 22 settembre 1842. Lincoln pubblicò una lettera infiammatoria a Springfield (Illinois), sul Sangamon Journal, nella quale si faceva beffe di Shields, allora Revisore legale statale. La futura moglie di Lincoln ed un suo stretto amico continuarono a scrivere lettere su Shields a sua insaputa. Offeso dagli articoli, Shields chiese "soddisfazione" e si arrivò ad un incontro tra i due su un'isola del Missouri chiamata Sunflower Island, nei pressi di Alton, per il duello. Lincoln si assunse la responsabilità degli articoli ed accettò il duello. Venne concessa a Licoln la scelta dell'arma con cui duellare e optò per la sciabola da cavalleria. Poco prima dello scontro Lincoln dimostrò la propria superiorità (dovuta alle sue braccia molto lunghe) tagliando un ramo sopra la testa di Shields, al che i due secondi dei duellanti li convinsero a non proseguire dietro la promessa che Lincoln non avrebbe più scritto lettere.

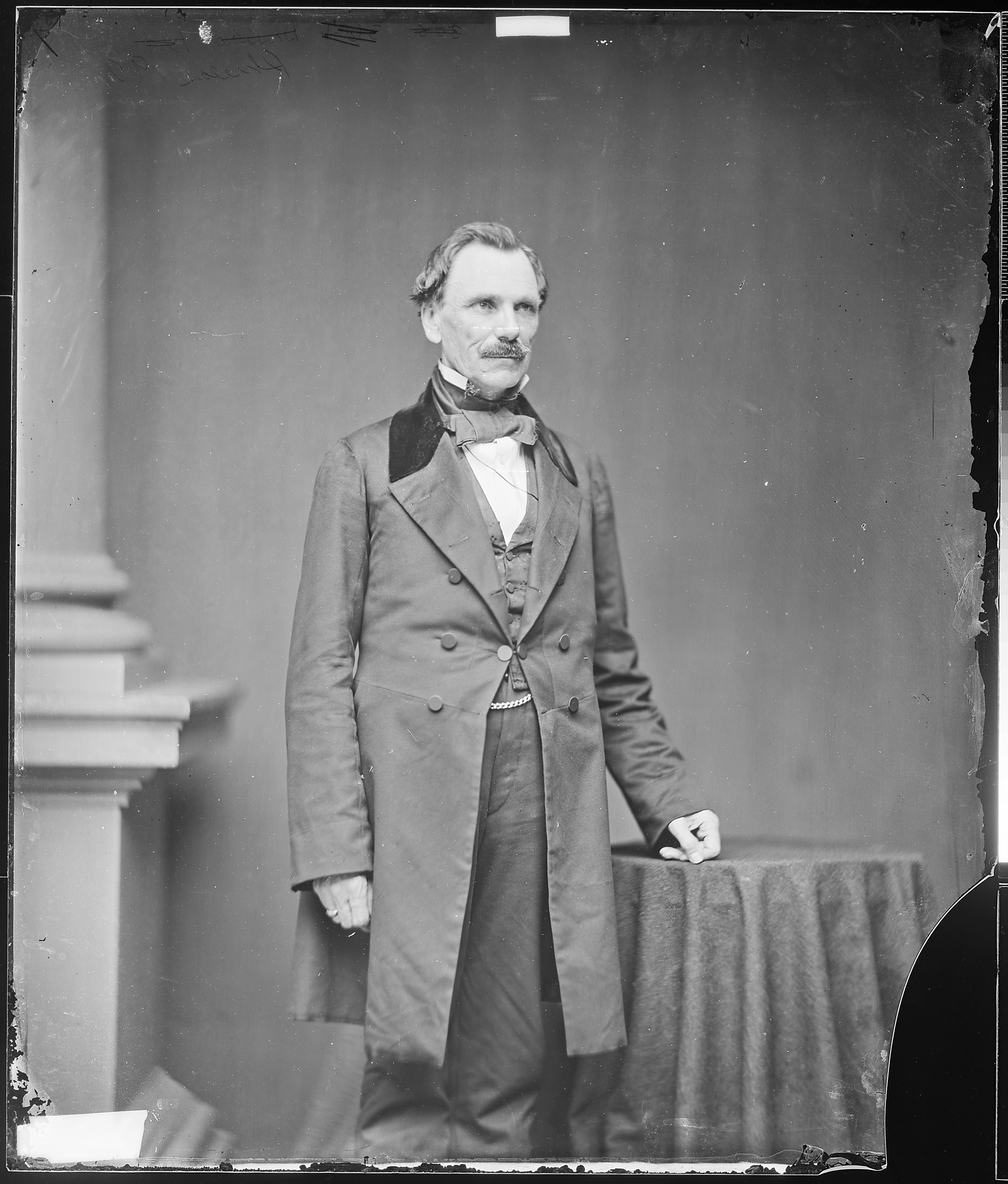
James Shields, fotografia di Mathew B. Brady

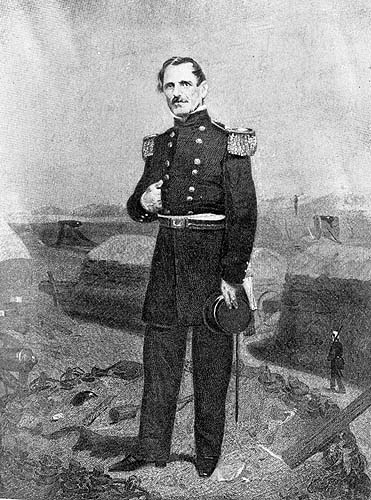
Shields da generale di brigata durante la guerra messico-statunitense

In seguito Shields divenne giudice della Corte suprema dell'Illinois e commissario dello U.S. General Land Office. Il 1º luglio 1846 fu nominato Generale di brigata dei volontari nella guerra messico-statunitense. Prestò servizio con Zachary Taylor lungo il Rio Grande. Comandò la 3ª brigata di volontari nelle battaglie di Veracruz e Cerro Gordo, nella quale fu ferito. Tornò a combattere nelle battaglie di Contreras e Churubusco, con la propria brigata ormai assorbita dalla 4ª divisione. Fu ferito nuovamente nella battaglia di Chapultepec.
Dopo la guerra, il 14 agosto 1848, fu nominato dal presidente James Knox Polk e confermato dal Senato come governatore del territorio dell'Oregon creato quello stesso giorno. Rifiutò l'incarico ed al suo posto fu Joseph Lane a diventare il primo governatore del territorio. Diede le dimissioni per potersi candidare al Senato per conto dell'Illinois. La sua elezione fu invalidata dal Senato perché non era cittadino statunitense da nove anni come richiesto dalla Costituzione degli Stati Uniti d'America, essendo stato naturalizzato solo il 21 ottobre 1840. Tornò in Illinois presentandosi con successo per la rielezione.
Nel 1855 fu sconfitto nella rielezione e si trasferì in Minnesota. Fu uno dei due senatori dello stato, ma il suo mandato durò solo dal 1858 al 1859 e non fu rieletto.
Fu editore del libro del 1854 intitolato A History of Illinois, from its Commencement as a State in 1818 to 1847.

## Guerra di secessione ed ultima parte della carriera

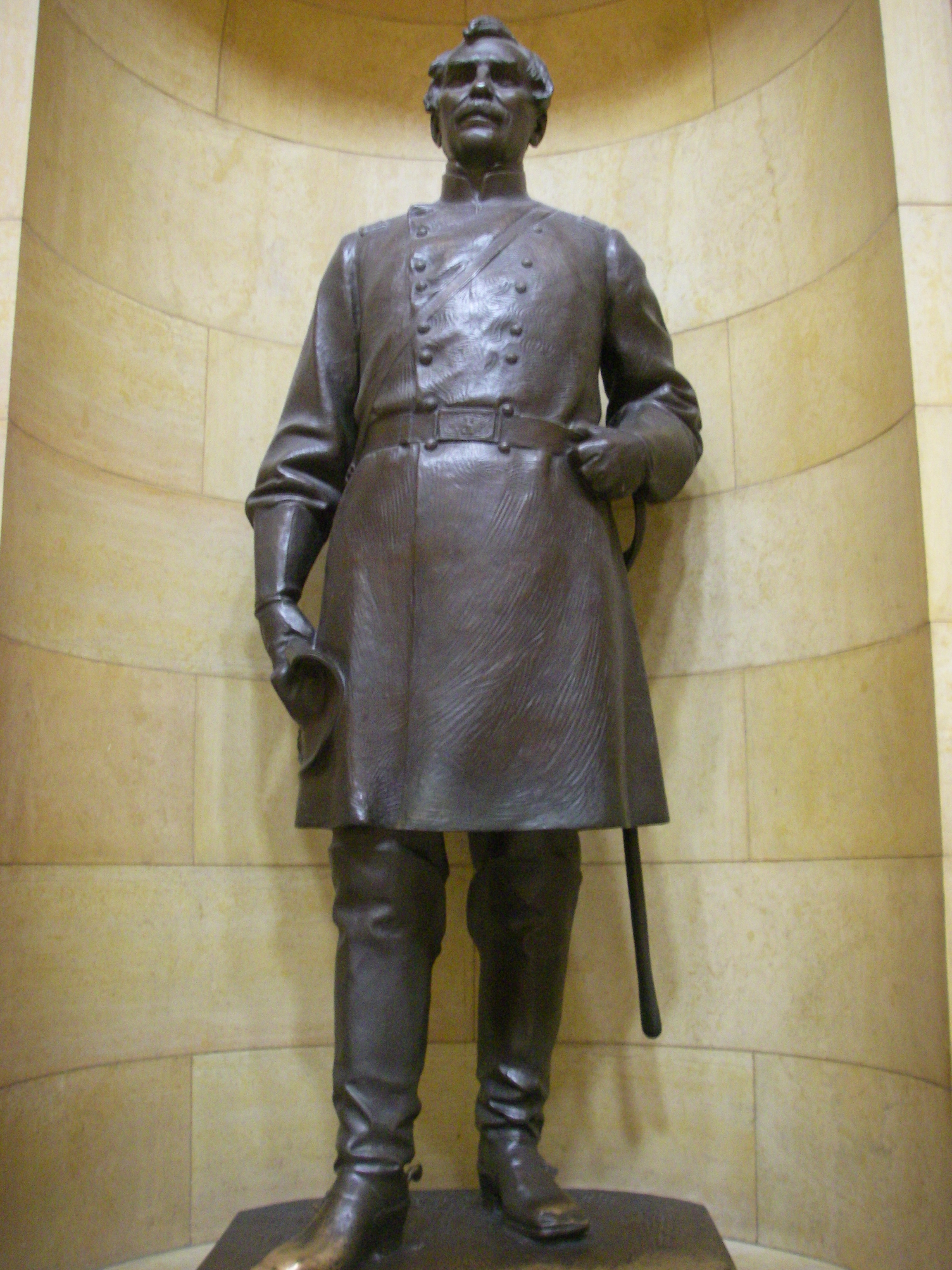
Statua di Shields presso il campidoglio del Minnesota

Shields si trasferì in California prestando servizio come generale di brigata dei volontari durante la guerra di secessione americana. Comandò la 2ª divisione del V Corpo, Armata del Potomac (poi parte dell'Armata dello Shenandoah) durante la campagna della Valle del 1862. Fu ferito nella battaglia di Kernstown il 22 marzo 1862, ma le sue truppe inflissero l'unica sconfitta tattica al generale Thomas J. "Stonewall" Jackson. Il giorno dopo Kernstown fu promosso a maggior generale, ma la promozione fu annullata, riesaminata ed infine respinta. Il suo contributo al resto della campagna fu talmente irrisorio che diede le dimissioni ed il dipartimento della guerra non oppose nessuna resistenza.
Nel 1863 si trasferì in Messico dove gestì delle miniere, per poi andare in Wisconsin e nel 1866 in Missouri, dove fu membro della Camera dei rappresentanti del Missouri e commissario per la ferrovia. Nel 1879 fu eletto al seggio lasciato vacante dal senatore Lewis Vital Bogy. Vi rimase per soli tre mesi e si rifiutò di concorrere per la rielezione.
Shields morì ad Ottumwa. Fu sepolto nel cimitero di St. Mary a Carrollton (Missouri). Una sua statua rappresenta l'Illinois nella Sala delle Statue.